# Ernest Ziller (peintre)
 (avril 2021).
Pour les articles homonymes, voir Ziller (homonymie).
 (mars 2014).
Ernest Ziller, né le 10 mars 1897 à Reichshoffen en district de Basse-Alsace, mort à Béziers le 26 décembre 1976, est un artiste français, peintre, dessinateur, et graveur.

## Biographie
Ernest Ziller a commencé tôt à peindre et dessiner. 
Il fait ses études à Haguenau et à l'Université de Strasbourg. 
À la libération de l'Alsace en 1918, il reprend ses études à la faculté de Nancy, tout en suivant les cours de l’École des Beaux-Arts de cette ville.
Vivant en Alsace annexée, il parlait couramment le français avec ses parents..
Il est nommé professeur en 1921. Il enseigne en 1928 l'histoire et la géographie à Bastia, puis à Sarlat, Privas, Ajaccio. Il devient proviseur du lycée Victor-Hugo à Narbonne de 1937 à 1962. Il prend sa retraite à Béziers où il est mort en 1976.
Féru de dessin et de gravure, et particulièrement de l'eau forte sur cuivre, il a pratiqué ces deux disciplines artistiques tout au long de sa vie. Il a créé de nombreuses eaux-fortes montrant les sites importants au Moyen Âge : Minerve, Fontfroide, Saint-Guilhem-le-Désert, l'abbaye de Lagrasse, le site de la cathédrale Saint-Nazaire de Béziers depuis les bords de l'Orb. Il a également réalisé des illustrations pour des ouvrages intitulés Occitanie et Septimanie.
Dès 1931, il expose au Salon d'automne à Paris. Il participe à la plus importante manifestation artistique parisienne : le Salon des artistes français. Il y obtient plusieurs médailles, de bronze en 1955 et d’argent en 1958. Il a exposé en Languedoc-Roussillon. Il a été aussi le président des Arts du Languedoc et membre du groupe Athéna à Béziers.
Une série de gravures a été acquise par le cabinet des estampes de la Bibliothèque Nationale de Paris, qui englobe sa production de 1915 à 1976.
Les musées des Beaux-Arts de Béziers et de Narbonne possèdent d’importantes collections de lui, données par son épouse, après sa mort en 1976. 
Ernest Ziller est aussi représenté aux musées de Perpignan, d'Haguenau, au cabinet des estampes de Strasbourg. On y retrouve des interprétations de paysages d'Alsace, des Cévennes, d'Espagne, du Roussillon et du Languedoc  (aquarelles, huiles, gravures, lithographies...) ,.
Ernest Ziller usait de toutes les techniques, dessins, huiles, aquarelles. Son mode d'expression favori fut la gravure. Il  passait du bois gravé à la lithographie, avec une préférence pour le cuivre traité à l'eau forte. 
Il vendra sa voiture pour acheter une presse à bras et l'installer chez lui, afin de tirer des épreuves de ses gravures exécutées sur des plaques de cuivre.

## Galerie

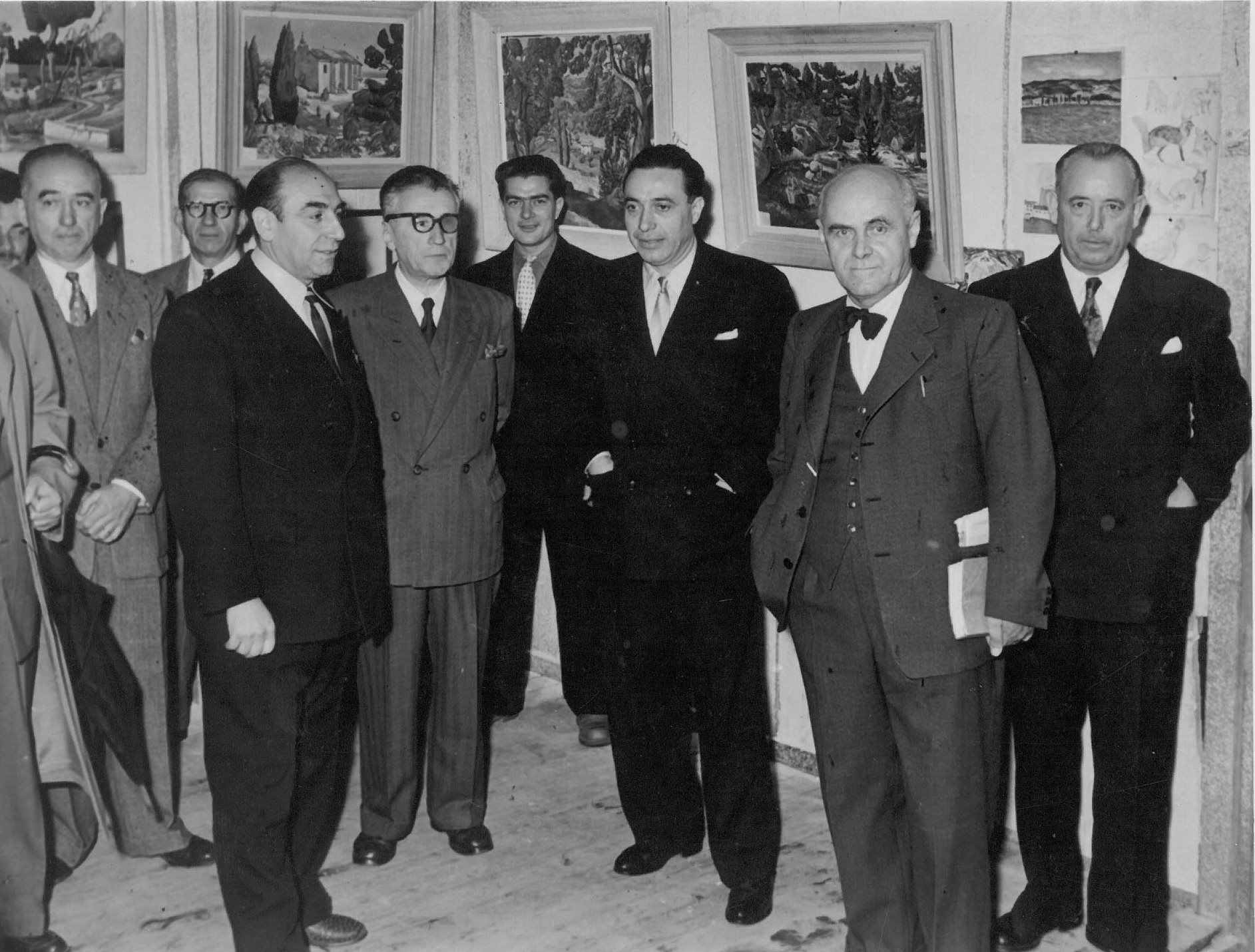
Ernest Ziller, second en partant de la droite
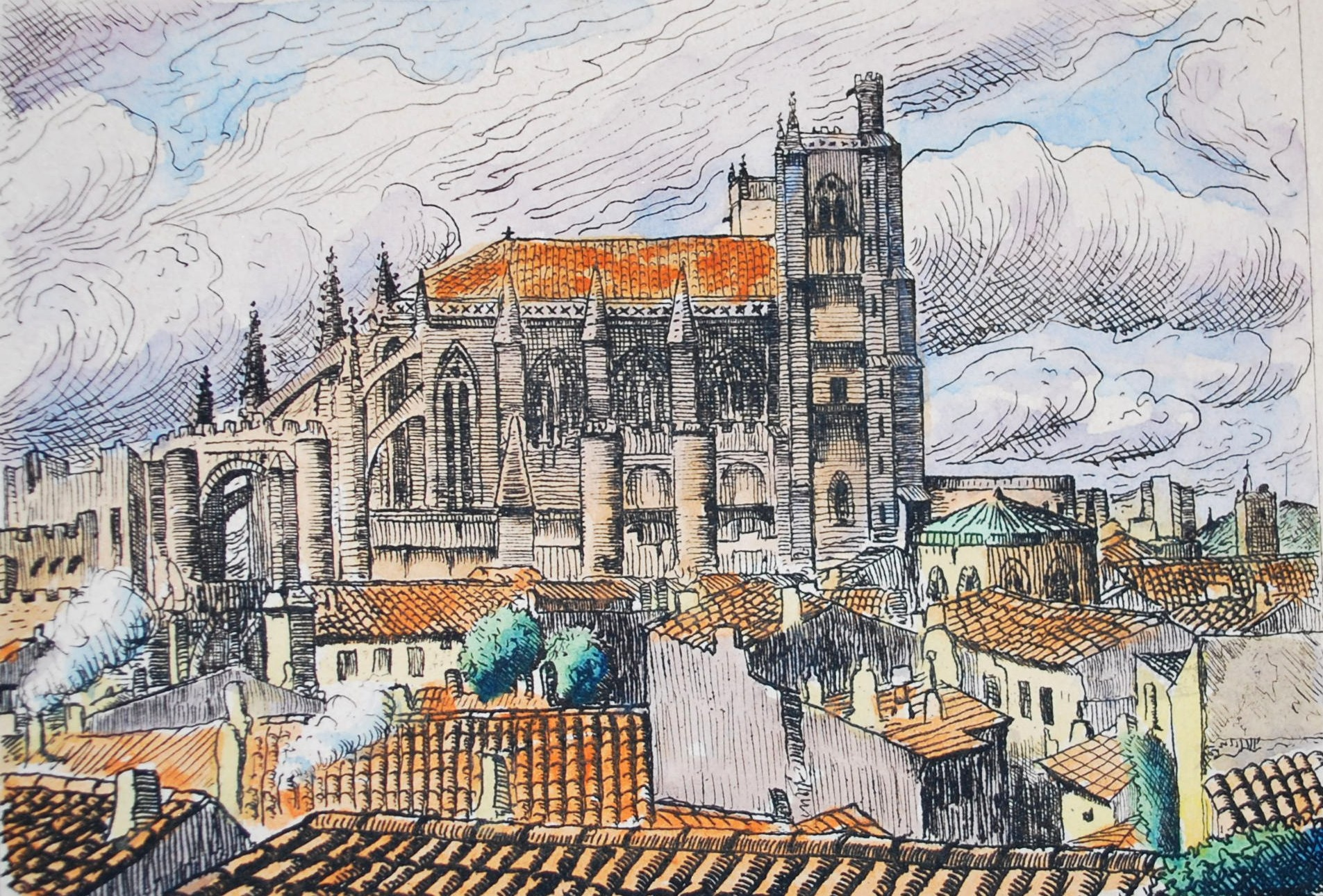
Lithographie d'Ernest Ziller, collection du Musée des Beaux Arts de Béziers
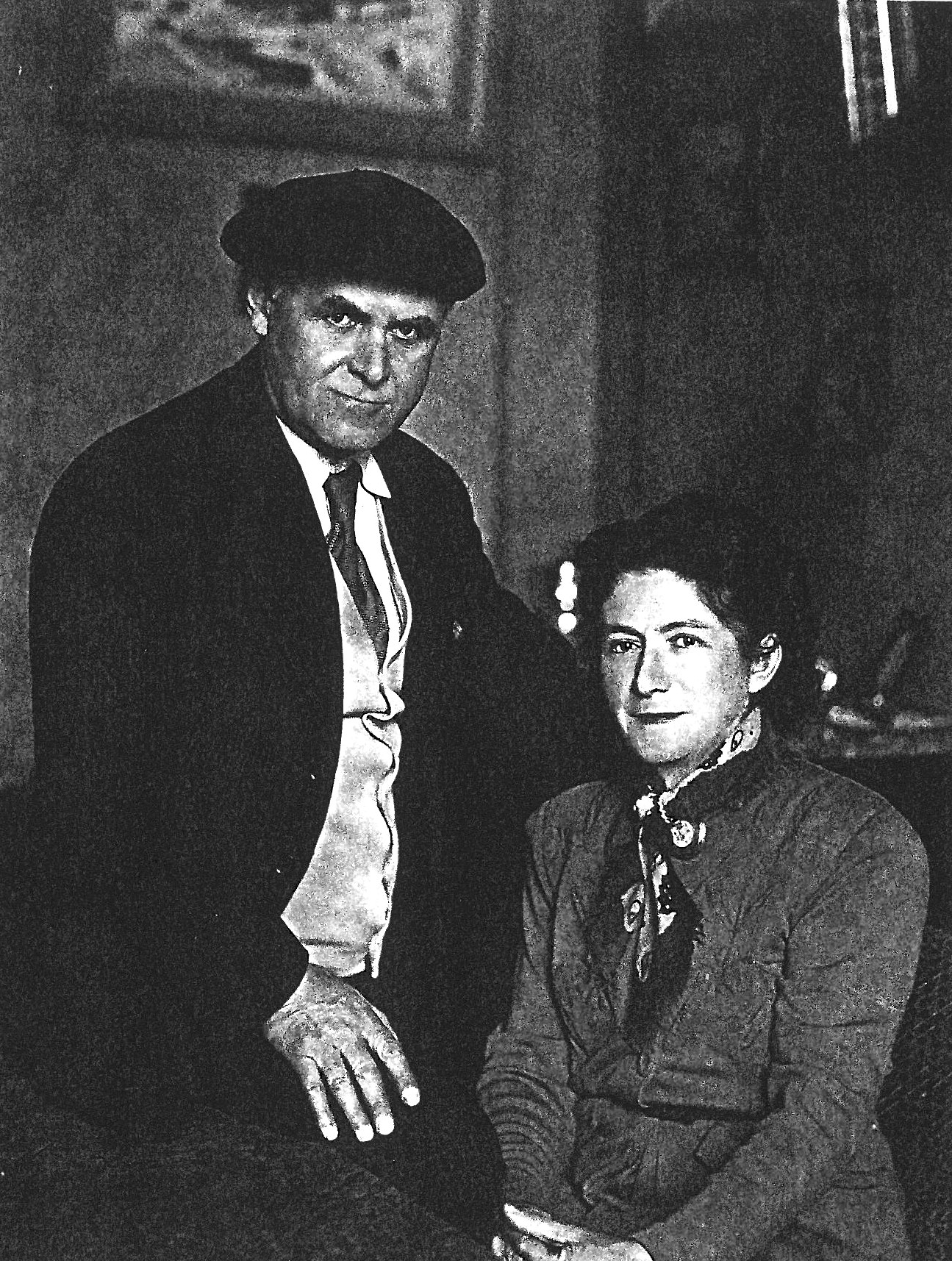
Ernest Ziller et son épouse Renée.
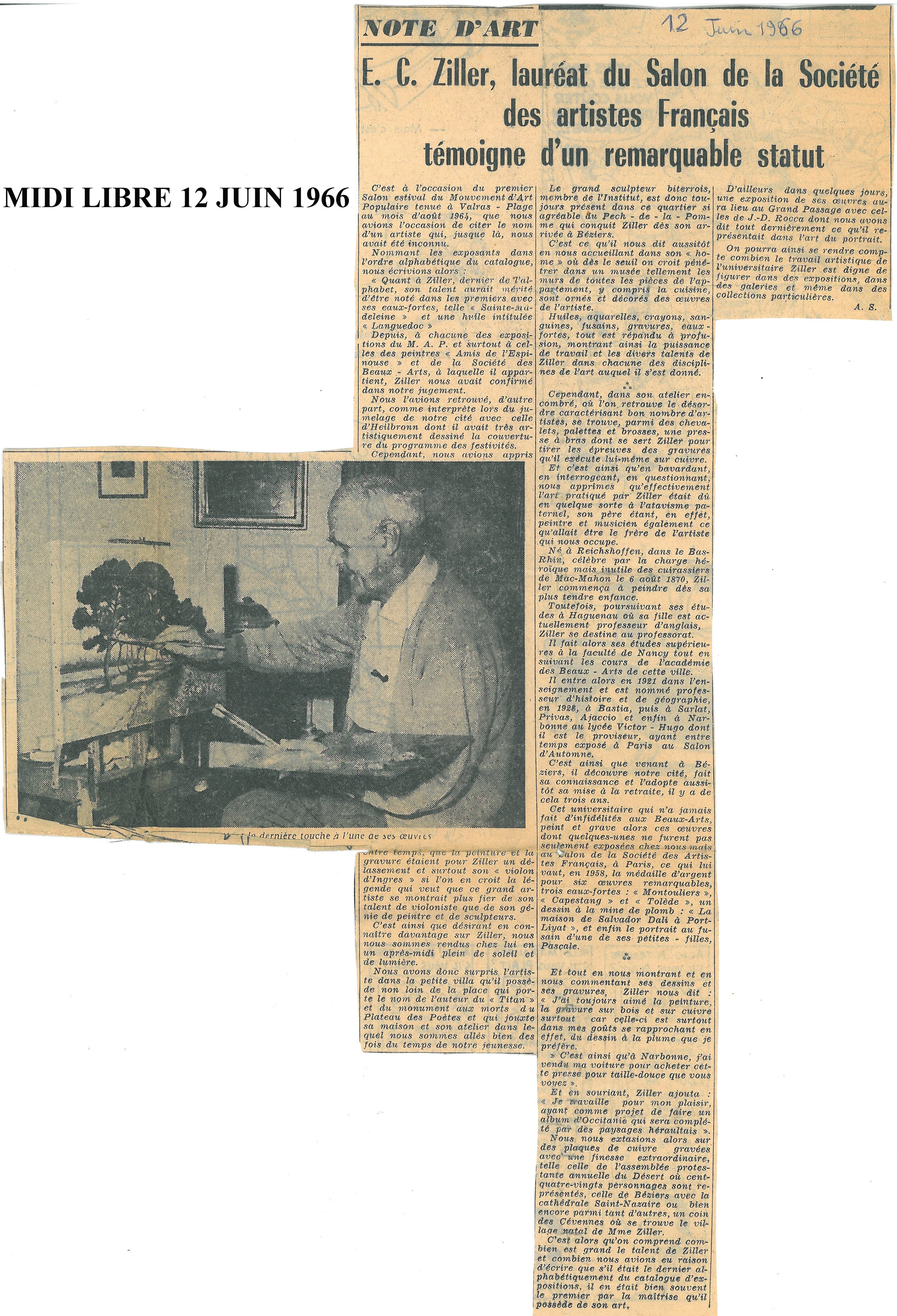
Extrait du journal Midi Libre du 12 juin 1966
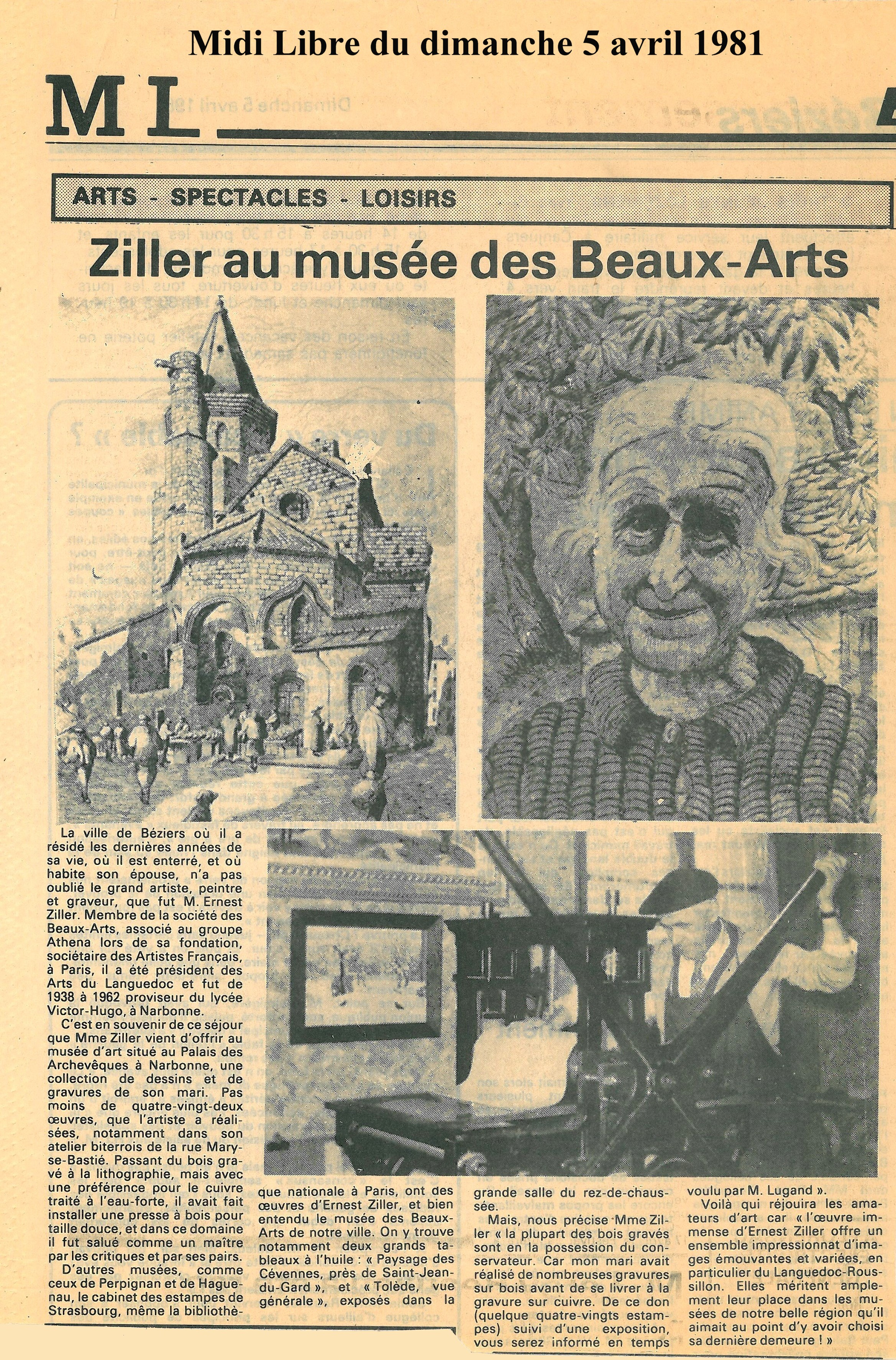
Extrait du journal Midi Libre du dimanche 5 avril 1981
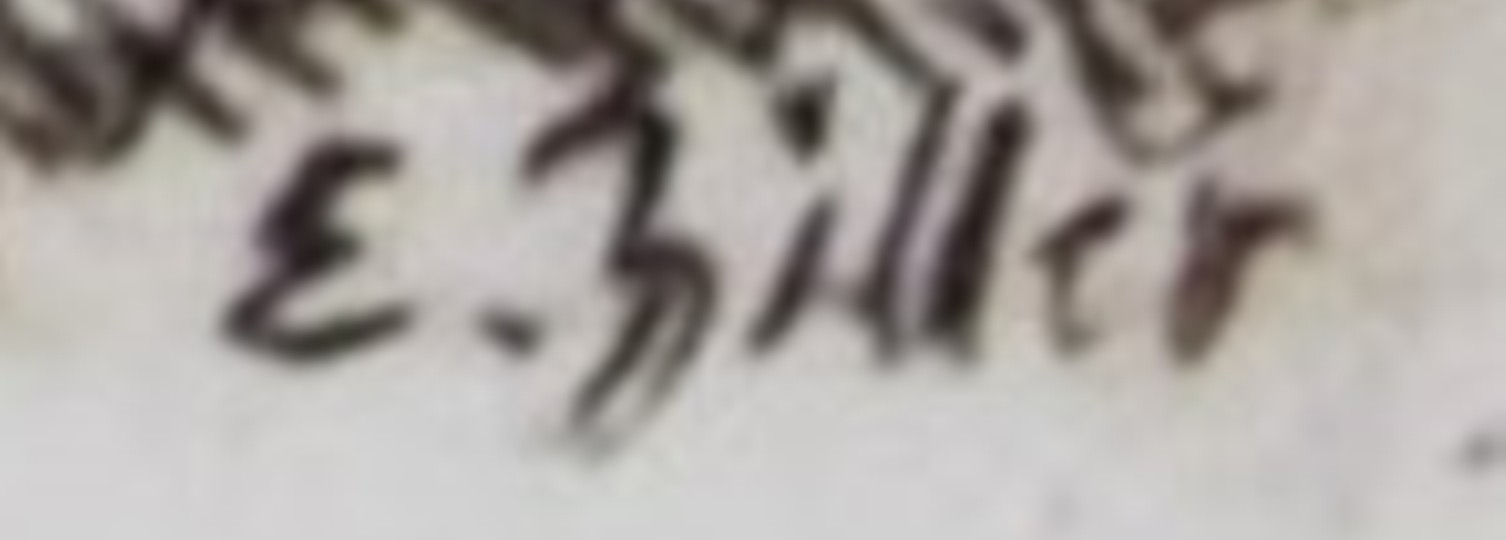
Signature d'Ernest Ziller.

## Sources
- Bénézit, (en) janvier 2006  (ISBN 9780199773787), (lire en ligne novembre 2011  (ISBN 9780199899913))
- Articles du journal Midi Libre.
- Catalogue musée des Beaux-Arts de Béziers : Béziers vu par les peintres